# Markus Gandler
Markus Gandler (n. 20 august 1966, Kitzbühel, Tirol, Austria) este un schior de fond ce a reprezentat Austria, medaliat olimpic. A participat la 2 ediții ale Jocurilor Olimpice (1992, 1998) în care a câștigat o medalie de argint.